# Herman Ygberg

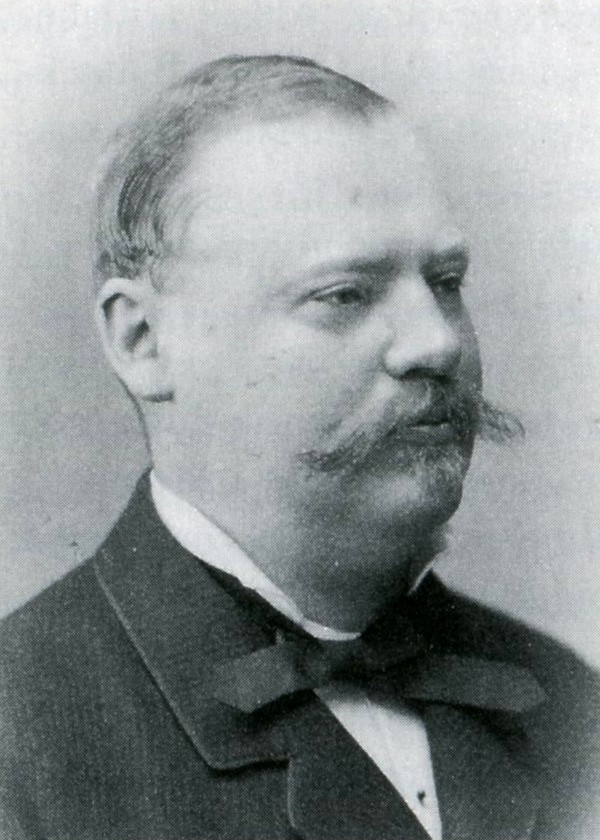
Herman Ygberg kring 1900.

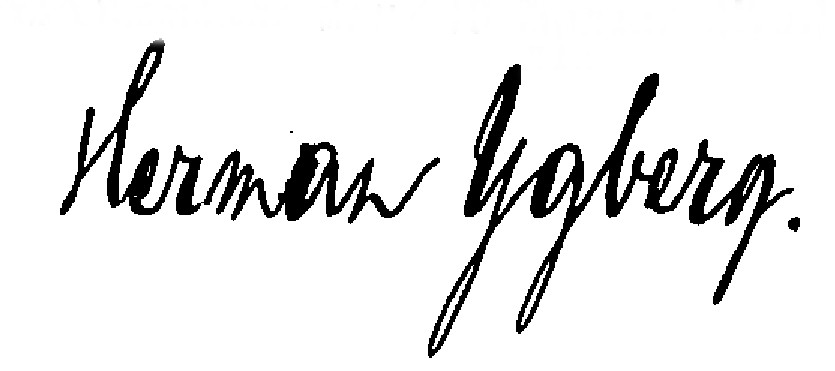
Ygbergs namnteckning 1890.

Herman Ossian Ygberg, född 5 januari 1844 i Stockholm, död 14 december 1917, var en svensk ingenjör och stadsplanerare. Som stadsingenjör i Stockholms stad blev han känd för sitt stora engagemang kring skapandet av trädgårdsstäder i kommunal regi i Stockholm samt planeringen av stadens genomgripande gaturegleringar under slutet av 1800-talet och början av 1900-talet. I Smedslätten har Ygberg en väg uppkallad efter sig, "Herman Ygbergs väg".

## Utbildning
Ygberg utbildade sig till lantmätare och utexaminerades i juni 1869. 1870 kom han till stadsingenjörskontoret i Stockholm där han blev vice stadsingenjör 1874 och ordinarie 1884. På denna post kvarstod han till sin pensionering 1913. Han blev den trettonde i raden av Stockholms stadsingenjörer, den första var Anders Torstensson.

## Stadsregleringar

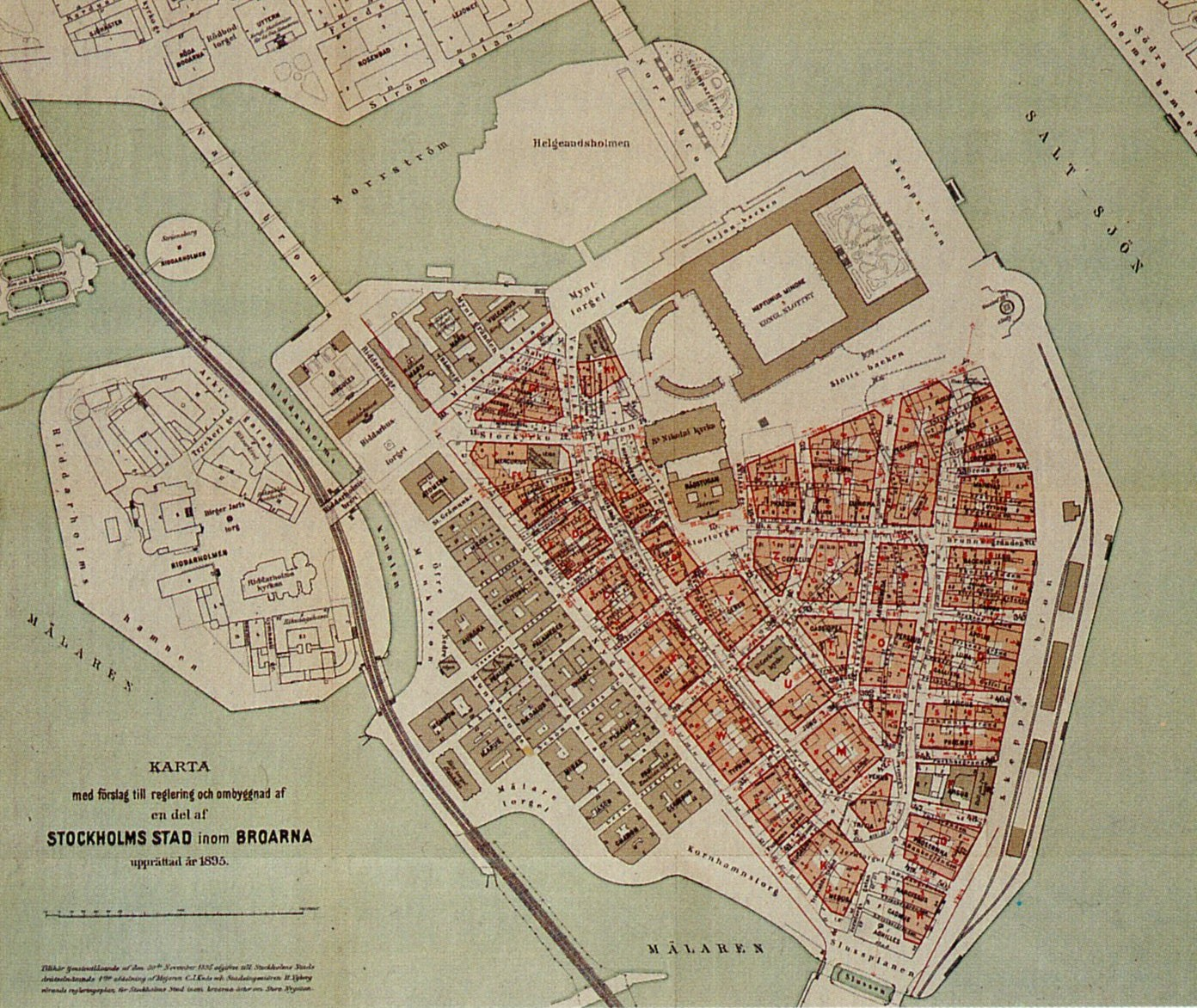
Förslag till reglering av Gamla stan 1895.

Liksom Anders Torstensson på 1600-talets mitt  fick Herman Ygberg praktiskt förverkliga de stora gaturegleringar på 1800-talets slut. Han spelade därmed en avgörande roll för Stockholms omdaning i Lindhagenplanens spår. Albert Lindhagen var visserligen inspiratören men Ygberg låg bakom fastighetsinköp och nya tomtindelningar. Bland hans insatser som blev realiserade märks initiativet att placera Stockholms stadshus på den gamla Eldkvarnstomten, framdragningen av Fleminggatan på Kungsholmen och breddning av Sveavägen samt framdragningen av Ringvägen på Södermalm.

### Reglering av Gamla stan
På 1840-talet lades de första regleringsplanerna för Gamla stan fram med mer eller mindre radikala förslag. År 1873 presenterade stadsingenjören Rudolf Brodin tillsammans med arkitekten Axel Kumlien och överstelöjtnant Axel Ryding ett djärvt regleringsprogram. De ville förnya all bebyggelse söder om Myntgatan och öster om Stora Nygatan. Fler liknande förslag följde: år 1888 av arkitekt Adolf Emil Melander; 1889 av direktören Alfred Sandahl; 1891 av ingenjören C. Theorell; och 1896 av ingenjören Gustaf Dalström. 
År 1895 kom så en officiell regleringsplan för Gamla stan som byggde huvudsakligen på Rudolf Brodins idéer, den var upprättad av  byggnadschefen Carl Johan Knös och stadsingenjören Herman Ygberg. Yttrandet som byggnadskontoret lämnade genom sin avdelningschef Otto Fröman innehöll dock hård kritik, speciellt mot förslagets stora regelbundna kvarter och rätlinjiga gator. I Ygbergs och Knös' förslag sparades inte mycket av den äldre bebyggelsen. Förutom de rätvinkliga kvarter längs Stora Nygatan (som skapades redan under 1600-talet) skulle bland annat Tessinska palatset och Södra Bankohuset rivas. Planen underkändes och en arkitekttävling förordades istället.

## Stockholms markinköp

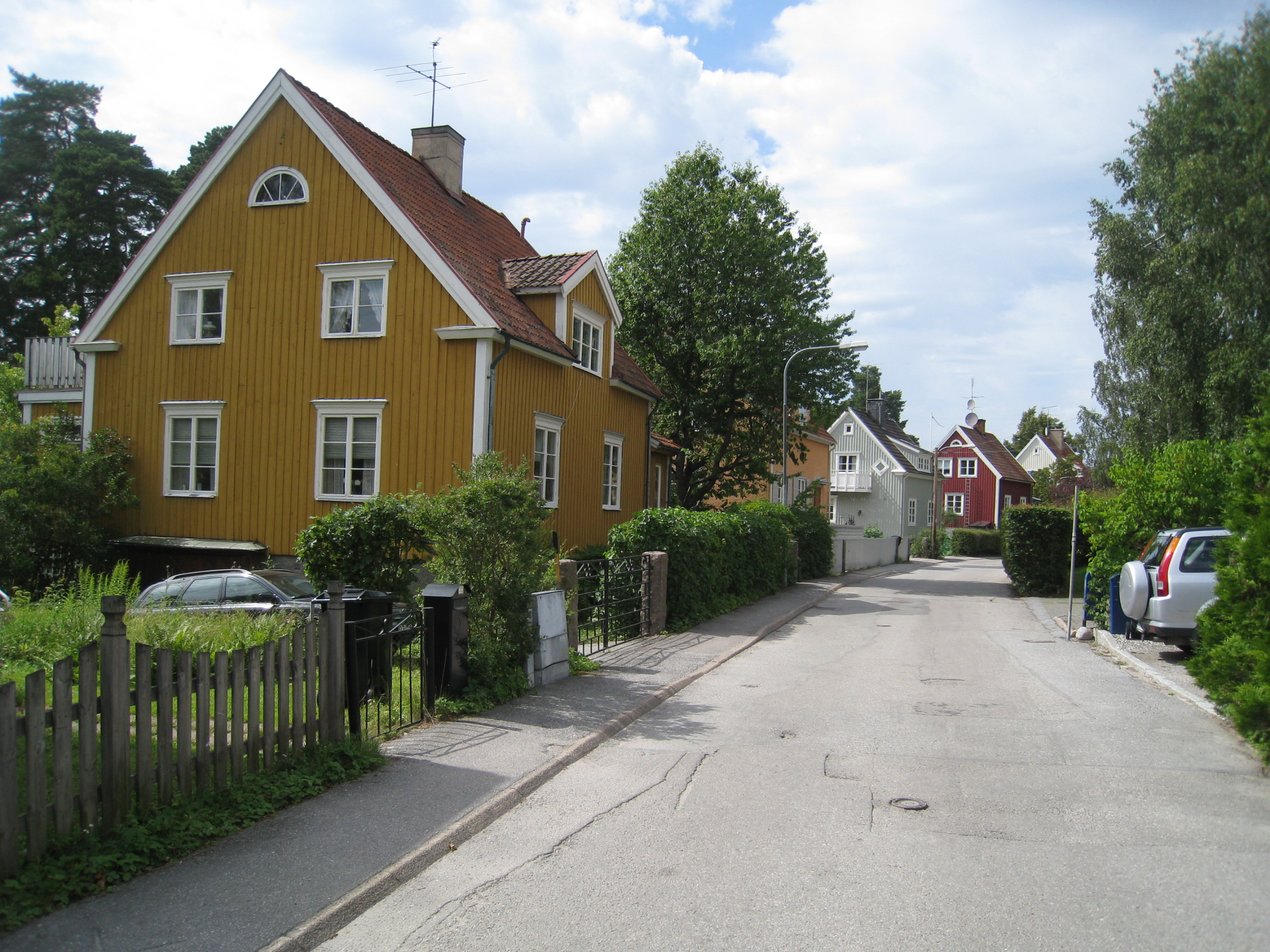
Villor på Asbjörnsens väg, Smedslätten, Bromma, byggdes i början på 1920-talet.

Ygberg stod även bakom Stockholms stora markinköp utanför tullarna vid 1900-talets början och han var ledamot i den nybildade Stockholms stads lantegendomsnämnden. I maj 1907 tillsattes den så kallade lantegendomskommittén" för frågan om användningen av stadens områden inom Brännkyrka och Bromma socknar". Borgmästare Carl Lindhagen utsågs till ordförande i kommittén. Bland de övriga sex ledamötena återfanns stadsingenjören Herman Ygberg. Han var den ytterst ansvarige för de stora lantegendomsköpen i stadens grannsocknar.
Bakgrunden till Ygbergs initiativ till markinköp för egnahemsområden var den rådande bostadsbristen i Stockholms innerstad på 1800-talets slut. Trots intensivt byggande av stora hyreshus saknades många bostäder för arbetarklassen och "mindre bemedlade". Stockholms stad hade än så länge varit ointresserad av att ingripa aktivt i bostadspolitiken.
Det blev Ygberg som tog initiativet till Stockholms bostadspolitik kring sekelskiftet 1900. Sina idéer hämtade han under ett studiebesök av en stadsbyggnadsutställning i Dresden 1903, "De tyska städernas utställning i Dresden 1903". Herman Ygberg var initiativtagare till besöket som bestod av en delegation av kommunala ledamöter med Ygberg i spetsen. Utställningen, som var en stor internationell utställning, gick bland annat ut på att en expanderande storstad borde äga betydande markområden i sin direkta omgivning. Efter hemkomsten till Stockholm utarbetade han ett förslag, vars huvudsakliga motiv var att staden saknade mark för egnahemsanläggningar. Han föreslog att Stockholm skulle förvärva egendomen Enskede gård i Brännkyrka landskommun omfattande 606 hektar land för ett pris av två miljoner kronor, en betydande summa för staden. Förslaget betecknades av kritikerna för "dåraktigt", men Ygbergs tjänsteställning, omsorgsfulla förberedelse och personliga inflytande ledde till att hans förslag antogs av stadsfullmäktige den 30 mars 1904. Den dagen kan betecknas som födelsedatum för Stockholms trädgårdsstäder.
Stockholms stads markköp fortsatte i rask takt och år 1908 hade staden blivit ägare till praktiskt taget hela Brännkyrka och Bromma socknar, inklusive egendomarna Alvik och Äppelviken. Det var dåvarande borgmästaren Carl Lindhagen som var initiativtagare och Herman Ygberg genomförde köpen. Ygberg var rätte mannen för markinköp, eftersom han betraktades som "jordspekulanternas skräck och det allmänna bästas oförtrutna tillskyndare".
Den stora framgången som Ygbergs koncept fick med tiden kunde han inte uppleva själv, han gick bort 1917 tre veckor innan han skulle fylla 74 år efter att han drabbats av njurblödning. Herman Ygberg är begravd på Norra begravningsplatsen utanför Stockholm.

### Villa Skogsbo

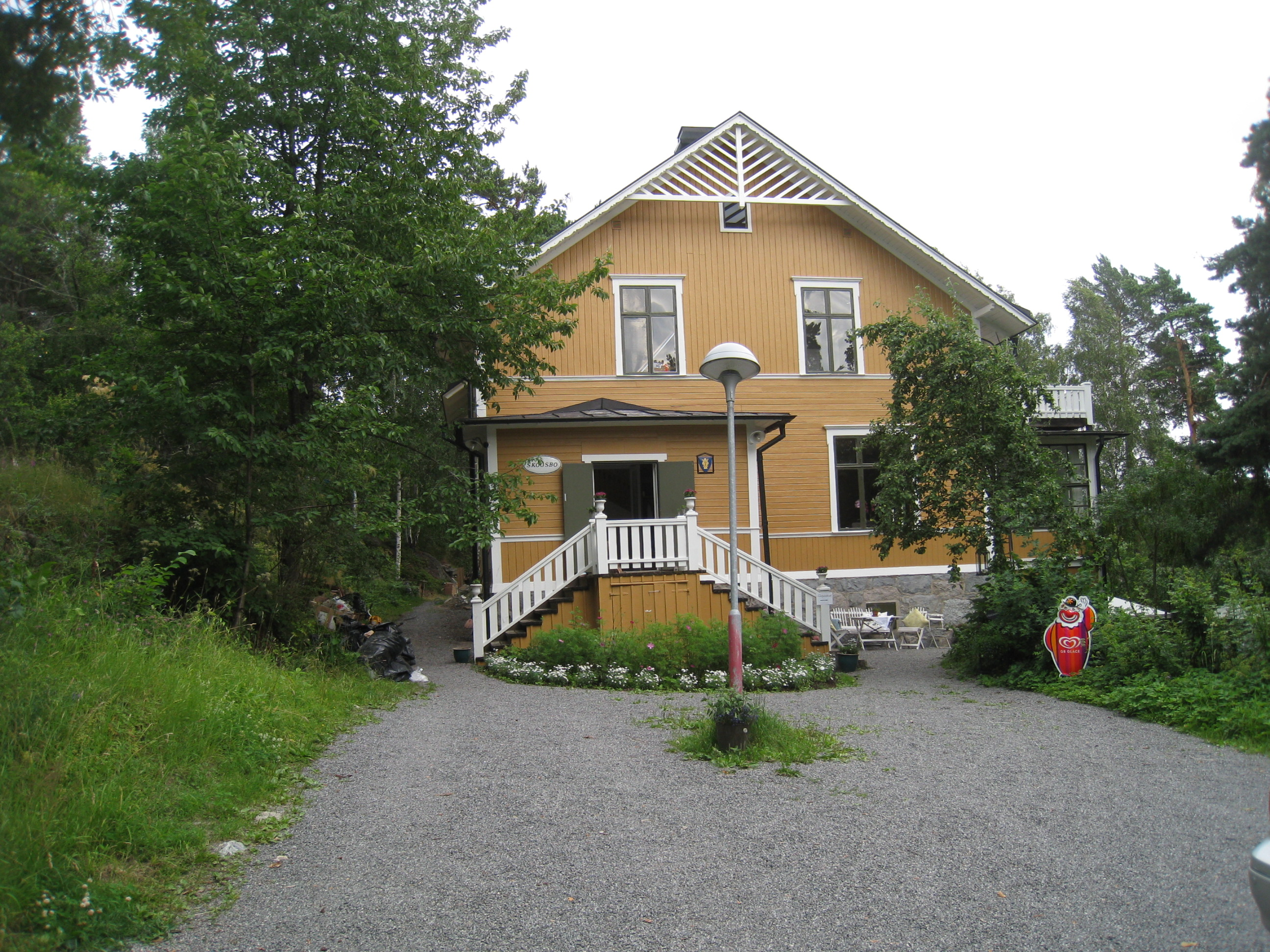
Villa Skogsbo i Ålstensskogen inom Smedslättens område.

När Ålstens gård förvärvades av Stockholms stad 1905 undantogs fastigheten "Skogsbo" i Ålstensskogen inom Smedslättens område som Ygberg själv köpte till sig och sin familj. Den stora gula trävillan med utsikt över Mälaren blev inflyttningsklar 1911. Under första världskriget bedrev den då pensionerade stadsingenjören grönsaks- och fruktodlingar och lantbruk. Nere vid Mälaren anlades två stenbryggor som fortfarande finns kvar. Även villan finns nästan oförändrad kvar och nyttjades under många år som kursgård för Vuxenskolan under namnet "Skogsbo Hantverksgård".
Sedan december 2011 har Skogsbo Gård ny regi och drivs som konferensanläggning, café och gårdsbutik. Villa Skogsbo har adress Ålstens Skogsväg 14 i Bromma. 

### Gatunamn

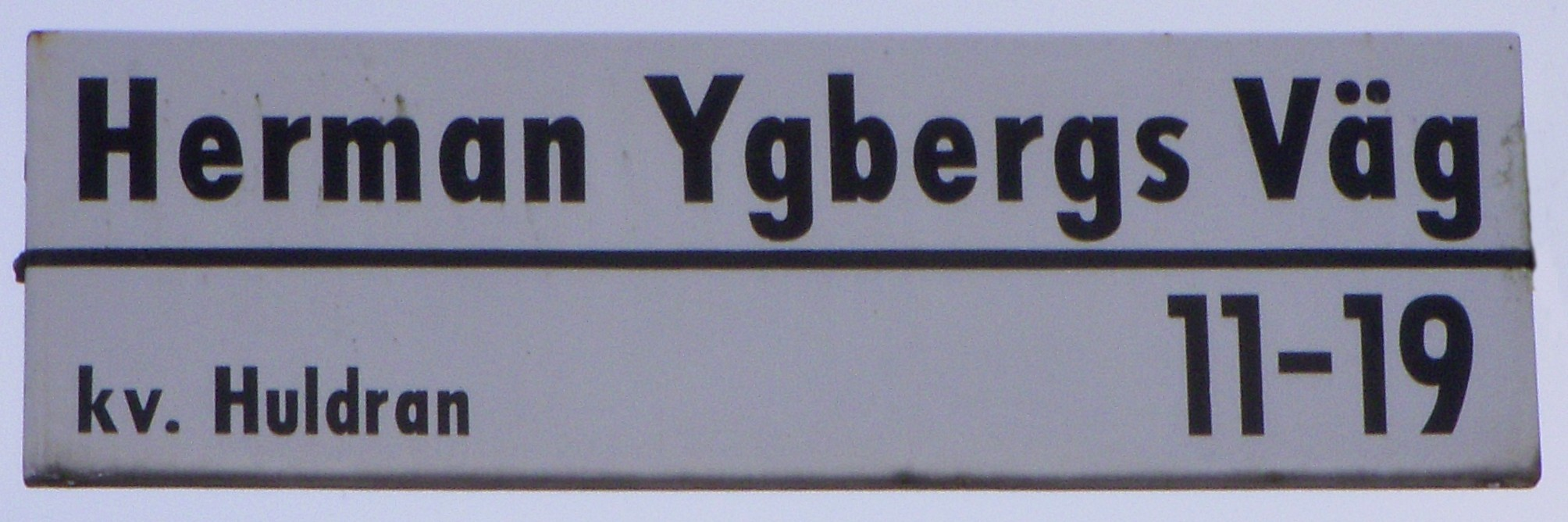
Herman Ygbergs väg.

Herman Ygbergs väg i Smedslätten i Bromma går idag från Klövervägen fram till Smedslättstorget. Den tidigare Ålstensvägen inom Smedslättens trähusbebyggelse döptes 1924 om efter stadsingenjören Herman Ygberg.
Före 1924 gick Ålstensvägen från Klöverknuten vid Klövervägen och ända fram över Alviksvägen till Solviksängen och Ålstensskogen. När staden 1905 köpte Ålsten med omgivande ägor undantogs Skogsbo i Ålstensskogen. Herman Ygberg förvärvade, såsom ovan nämnts, området Skogsbo och där byggde han en egen villa, där han efter pensioneringen 1911 bodde med sin familj till sin död 1917. Därför fick vägen som gick från Klövervägen och förbi Smedslättstorget och ända fram till Ålstensskogen heta Ålstensvägen, och det hette den fram till 1924. Både Smedslättstorget och Herman Ygbergs väg fick sina namn 1924.
För att minna om Herman Ygbergs insatser för Stockholms stadsutveckling döptes således hela Ålstensvägen om till Herman Ygbergs väg och så hette vägen i tio år fram till 1934. Den del av Herman Ygbergs väg som gick söder om Smedslättstorget fram till Alviksvägen vid Solviksängen döptes om 1934 och fick då heta Solviksvägen istället. Solviksvägen fick sitt namn 1934 efter en lägenhet med detta namn och som omnämns 1889. Vid den tiden arrenderades Solviks lägenhet av bokhållare Oscar Andersson. Solviksbadet hade öppnat 1925 och Herman Ygbergs båda villor i Skogsbo hade 1927 övertagits av Solviksbadet. 1929, två år senare, blev Solviksbadet officiellt bad och fem år senare, 1934, fick den del som tidigare hette Herman Ygbergs väg med sträckningen från Smedslättstorget mot friluftsbadet Solvik namnet Solviksvägen.